# Bérenger Saunière
Bérenger Saunière, azaz Saunière abbé (Montazels, 1852. április 11. – Rennes-le-Château, 1917. január 22.) Rennes-le-Château-i plébános, akit már életében kapcsolatba hoztak a Sion rendjével (fr.: Prieuré de Sion).

## Pályafutása
Saunière abbé egy pár száz lelkes falu plébánosaként titokban a Grál legenda kutatásának szentelte életét, majd ismeretlen úton milliárdos lett, s exkommunikálta a katolikus egyház. Iratait a II. világháború alatt az SS megfeszített erőkkel kereste: néhány állítólagos dokumentumát, makettjét, relikviáját Heinrich Himmler a legnagyobb biztonsági előírások közepette Wewelsburgba, a náci birodalom vallási központjába szállíttatta. Azóta ezeknek nyoma veszett, de napjainkban újabb feljegyzéseire bukkantak kutatók a faluban, illetve a falu környékén.